# Thad Hutcheson
Thaddeus Thomson Hutcheson (conocido como Thad Hutcheson; Houston, 29 de octubre de 1915-Houston, 3 de agosto de 1986) fue un deportista estadounidense que compitió en vela en la clase Soling. Ganó una medalla de oro en el Campeonato Mundial de Soling de 1971.

## Palmarés internacional
| Campeonato Mundial | Campeonato Mundial    | Campeonato Mundial | Campeonato Mundial |
| Año                | Lugar                 | Medalla            | Clase              |
| ------------------ | --------------------- | ------------------ | ------------------ |
| 1971               | Byron Bay (Australia) | Medalla de oro     | Soling             |